# Вадерслох
Вадерслох (њем. Wadersloh) општина је у њемачкој савезној држави Северна Рајна-Вестфалија. Једно је од 13 општинских средишта округа Варендорф. Према процјени из 2010. у општини је живјело 12.805 становника. Посједује регионалну шифру (AGS) 5570048, NUTS (DEA38) и LOCODE (DE WLO) код.

## Географски и демографски подаци
Вадерслох се налази у савезној држави Северна Рајна-Вестфалија у округу Варендорф. Општина се налази на надморској висини од 78 метара. Површина општине износи 117,0 km². У самом мјесту је, према процјени из 2010. године, живјело 12.805 становника. Просјечна густина становништва износи 109 становника/km².

## Међународна сарадња
| Мјесто | Држава    | Врста сарадње | Од    |
| ------ | --------- | ------------- | ----- |
|        | Француска | партнерство   | 1997. |
|        | Француска | партнерство   | 1991. |
| Извор  |           |               |       |